# West Indies Cricket Team in Bangladesch in der Saison 2018/19
Die Tour des West Indies Cricket Teams nach Bangladesch in der Saison 2018/19 fand vom 22. November bis zum 22. Dezember 2018 statt. Die internationale Cricket-Tour war Bestandteil der Internationalen Cricket-Saison 2018/19 und umfasste zwei Tests, drei ODIs und drei Twenty20s. Bangladesch gewann die Test-Serie mit 2–0 und die ODI-Serie mit 2–1, die West Indies die Twenty20-Serie 2–1.

## Vorgeschichte
Bangladesch bestritt zuvor eine Tour gegen Simbabwe, die West Indies in Indien
Das letzte Aufeinandertreffen der beiden Mannschaften fand in der Saison 2018 in den West Indies statt.

## Stadien
Die folgenden Stadien wurden für die Tour als Austragungsort vorgesehen.
| Stadion                                | Stadt      | Kapazität | Spiele                            |
| -------------------------------------- | ---------- | --------- | --------------------------------- |
| Zohur Ahmed Chowdhury Stadium          | Chittagong | 22.000    | 1. Test                           |
| Sher-e-Bangla National Cricket Stadium | Dhaka      | 26.000    | 2. Test; 1. & 2. ODI; 2. & 3. T20 |
| Sylhet International Cricket Stadium   | Sylhet     | 18.500    | 3. ODI; 1. T20                    |

## Kaderlisten
Die West Indies benannten ihren Test-Kader am 14. November 2018.
Bangladesch benannte seinen Test-Kader am 17. November und seinen ODI-Kader am 2. Dezember 2018.
| Test | Test | ODI | ODI | Twenty20 | Twenty20 |
| Bangladesch | West Indies | Bangladesch | West Indies | Bangladesch | West Indies |
| --- | --- | --- | --- | --- | --- |
| - Shakib Al Hasan (K) - Khaled Ahmed - Litton Das - Ariful Haque - Mominul Haque - Mehedi Hasan - Nayeem Hasan - Shadman Islam - Taijul Islam - Imrul Kayes - Mahmudullah - Mohammad Mithun - Mushfiqur Rahim - Mustafizur Rahman - Soumya Sarkar | - Kraigg Brathwaite (K) - Sunil Ambris - Devendra Bishoo - Roston Chase - Shane Dowrich - Shannon Gabriel - Jahmar Hamilton - Shimron Hetmyer - Shai Hope - Shermon Lewis - Keemo Paul - Kieran Powell - Raymon Reifer - Kemar Roach - Jomel Warrican | - Mashrafe Mortaza (K) - Litton Das - Ariful Haque - Mehedi Hasan - Shakib Al Hasan - Abu Hider - Rubel Hossain - Tamim Iqbal - Nazmul Islam - Imrul Kayes - Mahmudullah - Mohammad Mithun - Mushfiqur Rahim - Mustafizur Rahman - Mohammad Saifuddin - Soumya Sarkar | - Rovman Powell (K) - Fabian Allen - Sunil Ambris - Devendra Bishoo - Carlos Brathwaite - Darren Bravo - Roston Chase - Chandrapaul Hemraj - Shimron Hetmyer - Shai Hope - Keemo Paul - Kieran Powell - Kemar Roach - Marlon Samuels - Oshane Thomas | - Shakib Al Hasan (K) - Litton Das - Ariful Haque - Mehedi Hasan - Abu Hider - Rubel Hossain - Tamim Iqbal - Nazmul Islam - Mahmudullah - Mohammad Mithun - Mushfiqur Rahim - Mustafizur Rahman - Mohammad Saifuddin - Soumya Sarkar | - Carlos Brathwaite (K) - Fabian Allen - Darren Bravo - Sheldon Cottrell - Shimron Hetmyer - Shai Hope - Evin Lewis - Keemo Paul - Khary Pierre - Nicholas Pooran - Rovman Powell - Denesh Ramdin - Sherfane Rutherford - Oshane Thomas - Kesrick Williams |

## Tour Matches
| 18. – 19. November Scorecard | Chittagong | West Indians 303-7 (86.3) | – | BCB XI 232-5 (75) |
|                              |            | Remis                     |   |                   |

| 6. Dezember Scorecard | Fatullah | West Indians 331-8 (50)                                      | – | BCB XI 314-6 (41/41) |
|                       |          | Bangladesh Cricket Board XI gewinnt mit 51 Runs (D/L method) |   |                      |

## Tests

### Erster Test in Chittagong
| 22. – 24. November Scorecard | Chittagong | Bangladesch 324 (92.4) & 125 (35.5) | – | West Indies 246 (64) & 139 (35.2) |
|                              |            | Bangladesch gewinnt mit 64 Runs     |   |                                   |

### Zweiter Test in Dhaka
| 30. November – 2. Dezember Scorecard | Dhaka | Bangladesch 508 (154)                              | – | West Indies 111 (36.4) & 213 (59.2) (f/o) |
|                                      |       | Bangladesch gewinnt mit einem Innings und 184 Runs |   |                                           |

## One-Day Internationals

### Erstes ODI in Dhaka
| 9. Dezember Scorecard | Dhaka | West Indies 195-9 (50)            | – | Bangladesch 196-5 (35.1) |
|                       |       | Bangladesch gewinnt mit 5 Wickets |   |                          |

### Zweites ODI in Dhaka
| 11. Dezember Scorecard | Dhaka | Bangladesch 255-7 (50)            | – | West Indies 256-6 (49.4) |
|                        |       | West Indies gewinnt mit 4 Wickets |   |                          |

### Drittes ODI in Sylhet
| 14. Dezember Scorecard | Sylhet | West Indies 198-9 (50)            | – | Bangladesch 202-2 (38.3) |
|                        |        | Bangladesch gewinnt mit 8 Wickets |   |                          |

## Twenty20 Internationals

### Erstes Twenty20 in Sylhet
| 17. Dezember Scorecard | Sylhet | Bangladesch 129 (19)              | – | West Indies 130-2 (10.5) |
|                        |        | West Indies gewinnt mit 8 Wickets |   |                          |

### Zweites Twenty20 in Dhaka
| 20. Dezember Scorecard | Dhaka | Bangladesch 211-4 (20)          | – | West Indies 175 (19.2) |
|                        |       | Bangladesch gewinnt mit 36 Runs |   |                        |

### Drittes Twenty20 in Dhaka
| 22. Dezember Scorecard | Dhaka | West Indies 190 (19.2)          | – | Bangladesch 140 (17) |
|                        |       | West Indies gewinnt mit 50 Runs |   |                      |